# May Raafat
May Ahmed Raafat (en arabe : مي احمد رأفت), née le 20 novembre 1985,  est une nageuse égyptienne.

## Carrière
Aux Jeux africains de 2003 à Abuja, May Raafat est médaillée d'argent des relais 4 x 100 mètres nage libre et 4 x 100 mètres quatre nages ainsi que médaillée de bronze des 50, 100 et 200 mètres papillon,.